# Ephemerum sessile
Ephemerum sessile là một loài rêu trong họ Ephemeraceae. Loài này được Bruch Müll. Hal. mô tả khoa học đầu tiên năm 1848.